# مونتي لوك
مونتي لوك (بالإنجليزية: Monte Luke)‏ هو مصور سينمائي أسترالي، ولد في 1885، وتوفي في 1962.

## وصلات خارجية
- مونتي لوك على موقع IMDb (الإنجليزية)